# Edith Corse Evans
Edith Corse Evans, född 21 september 1875, död 15 april 1912, var en amerikan som omkom under förlisningen av RMS Titanic. Hon var en av endast fyra kvinnliga passagerare ur första klass som omkom i Titanics förlisning: de övriga var Bess Waldo Allison, Ann Eliza Isham och Ida Straus.
Hon var född i New York som dotter till den förmögna advokaten Cadwalader Evans och feministen Angeline Burr Corse, och syster till målaren Lena Cadwalader Evans. Hon var ogift och reste hem till New York på Titanic i sällskap med sina systerdöttrar Caroline Brown, Charlotte Appleton och Malvina Helen Cornell. 
När Titanic sjönk separerades Evans och Caroline Brown från Charlotte Appleton och Malvina Helen Cornell. Appleton och Cornell fick en plats i en livbåt, medan Evans och Brown eskorterades av Archibald Gracie bort till livbåt D, där Charles Lightoller hade bildat en kordong för att hindra män att ta sig fram, och tog adjö av dem. 
Av någon anledning blev Evans kvar. Det är inte känt om hon stannade kvar frivilligt eller inte hann stiga in. Enligt Caroline Brown bad hennes moster henne att stiga i båten först, med hänvisning till att hon var gift, och hade människor som väntade på henne. 
Enligt en version hade livbåten bara plats för en person till, vilket innebar att enbart Evans eller Brown fick plats, och Evans avstod därför den enda tillgängliga platsen till Brown. Enligt en annan firades livbåten innan Evans hann stiga in i den, och hon blev ofrivilligt kvar efter att först ha uppmanat Brown att stiga in först. 
William Lucas ska ha sagt till henne att en ny livbåt snart skulle förberedas åt henne. 
Nästa livbåt som förbereddes var livbåt B, men den kunde aldrig sjösättas, eftersom den blev vänd upp och ned. 
Obekräftade uppgifter hävdar att hon sist sågs springa över däcket och klättra in i den halvt översvämmade livbåt A samtidigt som havsvattnet sköljde över Titanics däck, men att hon sedan sedan föll ur den igen. 
Hennes kropp blev aldrig återfunnen.